# Richard Kyanka
Richard Charles Kyanka, né le 11 mai 1976 et mort le 9 novembre 2021, connu sous son nom d'utilisateur Lowtax (une référence à Byron (Low Tax) Looper), est une personnalité d'Internet américaine qui a créé le site Web Something Awful. 

## Biographie
En 2001, Kyanka est cité dans le sondage en ligne organisé par Entertainment Weekly (EW) afin d'élire le meilleur artiste de l'année et reçoit « des milliers de votes », mais est disqualifié parce qu'EW estime que ses scores sont le résultat d'une campagne de démarchage par courrier électronique. 
En 2006, Kyanka accepte le défi lancé par le réalisateur Uwe Boll de s'affronter lors d'un match de boxe. Boll a lancé ce défi à toutes les personnes ayant écrit un avis négatif sur son film Postal. Le match a lieu le 23 septembre à Vancouver. Kyanka est mis KO en moins de deux minutes. 
Le 9 octobre 2020, Kyanka est accusé de violences domestiques. À la suite de la réaction violente de la communauté face à ces accusations, Kyanka vend Something Awful à un membre de la communauté et modérateur depuis quinze ans, connu sous le pseudonyme de Jeffrey de Yospos. Il est ensuite banni du site. 
Le corps de Kyanka est retrouvé le 9 novembre 2021. La police du Missouri conclut à un suicide. 